# Товариство дослідників Волині
Товариство дослідників Волині — наукове товариство краєзнавчого спрямування, діяло в Житомирі у 1900 — 17. Видавало «Труды…» (14 тт.,), в яких містилися праці і матеріали головним чином з історії, етнології, географії, геології, ботаніки і метеорології Волині. Було створено музей, зібрано велику бібліотеку. 1900 року під еґідою Товариства дослідників Волині був створений Волинський центральний музей у Житомирі, першим завідувачем якого в 1901 році став Яків Яроцький.

## Статут товариства
З квітня 1897 року в приміщенні Першої чоловічої гімназії відбулось урочисте засідання, на якому тринадцять активістів підписали остаточну редакцію статуту. Ось їх прізвища: П. Сидоров, С. Гамченко, Я. Яроцький, О. Фотинський, Р. Собакевич, Г. Мачтет, В. Махилевич, С. Скомаровський, І. Радецький, П. Кошлаков, А. Орловський. Ще четверо волинян, які поставили свій підпис під статутом, проживали на той час в Петербурзі. Це М. Коробка, В. Боцяновський, А. Лященко, К. Храневич.
Статут через місцевого губернатора О. О. Трелова був відправлений в міністерство внутрішніх справ на затвердження. Там він пролежав рівно три роки і лише завдяки сприянню графині Уварової. Цим статутом програма діяльності товариства визначалася в дуже широких розмірах і йому були надані такі права, якими не володіло ні одне із існуючих учених товариств.
За суттю предметів, що входили до сфери занять Товариства воно поділялося на чотири секції:
1. етнографічну, з відділами: етнографія, статистика населення, звичаєве право, народна словесність, діалектологія;
2. історичну, з відділами: історія політична і побутова, архівна справа, археографія, археологія, нумізматика, геральдика;
3. природничих наук, з відділами: фауна, флора, мінералогія, геологія, мете реологія, антропологія і народна медицина;
4. економічну — економічний побут населення, сільське господарство у всіх його видах, рибальство і мисливство, ремесла, кустарна справа, народні промисли, промисловість і торгівля.
Товариству було надано право організовувати для наукових повідомлень публічні зібрання, відкривати платні і безплатні читальні, споряджати своїх членів коштами і відкритими листами на проведення етнографічних, археологічних і інших досліджень. Товариство володіло правом державної кореспонденції, мати власну бібліотеку, архів, музей, лабораторію, отримувати з-за кордону книги без попереднього перегляду їх в цензурі. Також воно могло купувати нерухому власність, оберігати предмети старовини, видавати премії за найкращі твори з дослідження Волині. Членами товариства могли бути усі особи будь-якої статі, що могли надати йому яку-небудь допомогу і сприяти його розвитку. За зразком волинян згодом прийняли статут краєзнавчі товариства Оренбурзької та Московської губернії, які створювалися в цей час.
Статут визначав завдання, структуру, напрями, регламент роботи, керівні органи та порядок їх обирання. Визначалися права та обов'язки членів Товариства. Вищим керівним органом Товариства вважалося загальні збори, на яких обиралася і була їм підзвітна рада у складі голови, віце-голови, голів секцій і по одному представникові від кожної секції, при раді перебували секретар, скарбник, бібліотекар, хранитель музею. Товариство не отримало будь-яких бюджетних субсидій і повинно було функціонувати на кошти від пожертв, членських внесків (5 руб. на рік), прибутків від видавничої діяльності, платних лекцій.
Члени Товариства поділялися на почесних, пожиттєвих, дійсних, кореспондентів та суперників. В статуті був розроблений механізм градації членів.
Товариством дослідників Волині керувала Рада на чолі з головою. Рада мала такий склад: голова товариства, віце-голова, керуючі секціями та по одному представнику від кожної секції з числа почесних або дійсних членів Товариства. Обов'язками Ради були всі адміністративні справи ТДВ та відносини з сторонніми особами та організаціями, фінансова сторона.
Важливою структурною одиницею Товариства була секція. Голова її вибирався з числа почесних або дійсних членів терміном на три роки в процесі закритого балотування. При Товаристві передбачалося створення Волинського музею з такими відділами: природничо-історичний, етнографічний, економічний, історичний. При товаристві функціонувала лабораторія. Зберігання експонатів покладалося на збирача, якому допомагали секретарі секцій.
Товариство поступово формувало бібліотеку, що складалася з книг та рукописів. При ній організувався архів.
Статутом охоплені всі аспекти діяльності Товариства від його організаційних зборів до розпуску.
Перше організаційне засідання Товариства відбулося 2 грудня 1900 року в приміщенні Російської публічної бібліотеки, на якому було обрано раду, сформовано секції. Головою Товариства був обраний генерал-губернатор І. Я. Дунін-Борковський. Першим віце-головою, який уособлював всю повноту керівництва товариством, був обраний директор жіночої Марийської гімназії
В. С. Ногайський (почесний портфель голови товариства традиційно віддавався губернаторові). Фактичне ж керівництво здійснював віце-голова. З 1910 року цю посаду займав П. А. Тутковський, а через три роки його замінив С. А. Боржовський.

## Мета
Різнопланове вивчення Волині і питань, пов'язаних із ним, а також ознайомлення з краєм, його минулим, його умовами життя, потребами, причому, вивченню підлягає не лише місцевість Волині і Волинського князівства.

## Наукова діяльність товариства дослідників Волині
За роки свого функціонування Товариство дослідників Волині видало 14 томів наукових праць. В основному це роботи з історії, етнології, геології та географії Волині.
Серед історичних робіт слід відзначити роботи Я. Яроцького, О. Фотинського, М. Авенаріуса. В праці «Важливі питання, які виникають при вивченні первісних старожитностей Волині» Я. В. Яроцький подає короткий огляд всього, що зроблено до даного часу в сфері археології на території Волині. В роботі автор також ставить завдання для майбутніх досліджень.
Також слід відзначити його роботу « Звіт про розкопки Речацького могильника». Автор детально описує характер даного могильника, подаються ілюстрації розкопу, деталізований план Речацького могильника з позначенням розкопаних курганів і список знахідок. Ця розвідка є цінним доробком регіональної історії. В подальших випусках «Трудов» Яків Васильович Яроцький публікує ще цілу низку досліджень історичного характеру. Зокрема, таких, як «Сліди неоліту в басейні річки Ворскли, біля міста Кам'янця», «Один із указів 1795 і жалоби уніатського духовенства».
Важливий внесок у діяльність історичної секції Товариства зробив Орест Фотинський. Цінним історичним дослідженням Фотинського є історико-археологічний нарис «Дорогобуж Волинський». Ця монографія присвячена історії незначного нині села, що було колись столицею удільного князівства. Збираючи і мистецьки поєднуючи історичний, актовий і археологічний матеріал автор відновив картину минулого (з XI ст.) життя середнього Погориння та її колишньої столиці-містечка Дорогобужа і детально описав до сьогодні збережені тут пам'ятки старовини. При написанні праці автор користувався Літописом Іпатієвського списку, виданим 1871 року. Висновки Фотинського побудовані на аналізі першоджерела, археологічних розкопів і самостійних досліджень, що ставить дану монографію на високий науковий ступінь.
В Трудах Товариства поміщена також стаття Н. П. Авенаріуса «Башта волинського князя Володимира Василькевича в г. Кам'янець-Литовську». Вона містить опис рідкісної будівлі XIII ст., про будівництво цієї споруди свідчить Волинський літопис під 1276 р. Внутрішня її частина (колишніх 5 ярусів) перебуває у стані розрухи, але стіна її збереглася дуже добре. Кам'янецька башта побудована князем Володимиром Васильковичем, племінником Данила Романовича Галицького. Ця башта цікавить історика з огляду на такі фактори: по-перше, як рідкісний зразок стратегічної будівлі часів князівської епохи; по-друге, тим, що рік її побудови точно визначений сучасником літописцем; по-третє, що вона одна із пам'яток руського будівничого мистецтва ХІІІ ст. відносно добре збережена.
Слід відзначити плідну дослідницьку краєзнавчу роботу професора В. Г. Кравченка. Протягом 1920—1931 р. він керував етнографічним відділом та аспірантурою Волинського науково-дослідного музею в Житомирі. Рівень роботи останнього був настільки високим, що на його базі було створено історико-фольклорний відділ ВУАН. В «Трудах» поміщений повний ритуал селянського весілля, записаний з народних вуст В. Г. Кравченком в с. Курозванах.
Археографічна діяльність Товариства представлена витягами з архівів, які поміщалися в «Трудах». Зокрема публікаціями матеріалів із Дерманського архіву. Це витяги із суммаріуша Дерманського монастирського архіву, складеного архівістом Афанасієм Кожуховським в квітні 1790 року. В даних витягах містяться матеріали з монастирського життя. Вони дають змогу прослідкувати монастирський побут.
Пріоритетним напрямом діяльності Товариства була також бібліографічна діяльність. У фондах ІР зберігається низка рукописів із колишнього зібрання Товариства дослідників Волині. Серед них виявлені такі одиниці зберігання: Октоіх (друга пол. XVII ст.) Требник (1735) (ф. І, № 3987), Ірмологій на лінійних нотах (друга пол. XVII ст.) (ф. І, № 3997); Суботник, Синодик (XVIII — XIX ст.); Грамота славетного Федора Ружинця (1771) (ф. І, № 4021); Метрика села Чоторбики (1724—1744) (ф. І, № 4022); Метрика с. Войкович (1747—1808) (ф. І, № 4023); Євангеліє-тетр (XVI ст.) (ф. І, № 4048); Євангеліє-тетр (1727) (ф. І, № 4049); Євангеліє-тетр (1775) (ф. І, № 4050), Мінея служебна (XVI ст.) (ф. І, № 4056); Служебник (XVIII ст.) (ф. І, № 4061); «Восследование общее» (XVIII ст.) (ф. І, № 4064), Мінея святкова на весь рік (1777) (ф. І, № 4068).
Геологічна і географічна робота Товариства представлена публікаціями П. Тутковського, А. Бржовського, С. Бельського, Л. Іванова.
В роки громадянської війни Товариство розпалося. Частина краєзнавців була репресована. Професора В. Г. Кравченка звинуватили в «буржуазному націоналізмі», його унікальні музейні експонати прилюдно знищено. Сам вчений був змушений емігрувати, а його учні — талановиті молоді вчені — Никанор Дмитрук і Корній Черв'як були репресовані.
З-поміж інтелігенції, знищеної Сталінським режимом, опинилася переважна більшість відомих краєзнавців, на довгий час краєзнавчий рух фактично був загнаний системою у підпілля. Микола Макарович Шавлович, який очолював з 1932 р. археологічний кабінет музею (очевидно, відділ був реорганізований у кабінет, який ввійшов до складу історичного відділу), а з 1934 р. — його історичний відділ, також у 1935 р. був звільнений з посади співробітника музею за антирадянську агітацію як націоналіст.
Товариство було відновлене українськими емігрантами в Канаді під назвою «Товариство Волинь». Подібне товариство діє також і в Німеччині. Лише після проголошення незалежності України в Житомирі було відкрито Наукове Товариство дослідників Волині. Очолює Товариство М. Костриця.
Підсумовуючи вище зазначений матеріал, слід зауважити, що Товариство дослідників Волині відіграло значну роль в розвитку краєзнавства не лише на Волині, а й в Російській імперії загалом. Воно сприяло підняттю на науковий рівень досліджень історії краю. В сучасній українській державі поновлюється діяльність краєзнавчих товариств. Після багатьох років гонінь і репресій реабілітувалися імена дослідників Волині.

## Наукові дослідження товариства
- Фотинский О. А. Дорогобуж-Волынский// Труды Общества исследователей Волыни. Т. 1. Житомир, 1902. С. 33-91.
- Фотинский О. А. Очерки из истории быта монастырских крестьян на Волыни в XVII—XVIII веке// Труды Общества исследователей Волыни. Т. 2. Житомир, 1910. С. 1 −46.
- Фотинский О. А. Очерк истории учреждения Общества иследователей Волыни // Труды Общества исследователей Волыни. Т. 1. Житомир, 1902. С. 1-18.
- Федоренко П. К. Могильник с. Городка Ровенского уезда Волынской губернии// Труды Общества исследователей Волыни. Т. 1. Житомир, 1912. С. 1-11.
- Яроцкий Я. В. Важнейшие вопросы, возникающие при изучении первобытных древностей Волыни// Труды Общества исследователей Волыни. Т. 1. Житомир, 1902. С. 1-15.
- Яроцкий Я. В. Краткий отчет о раскопках курганов Речицкого могильника// Труды Общества исследователей Волыни. Т. 1. Житомир, 1902. С. 92-117.
- Яроцкий Я. В. Летописное сказание о погребальних обрядах • Яроцкий Я. В. Один из указов 1795 года и жалобы униатского духовенства// Труды Общества исследователей Волыни. Т. 7. Житомир, 1911. С. 69-77.
- Яроцкий Я. В. Ревизия Владимерской Базилианской школы в 1803 году// Труды Общества исследователей Волыни. Т. 1. Житомир, 1902. С. 22-32.
- Яроцкий Я. В. Следы недолита в басейне реки Иквы возле г. Каменца// Труды Общества исследователей Волыни. Т. 7. Житомир, 1911. С. 63-68.